# NGC 6652

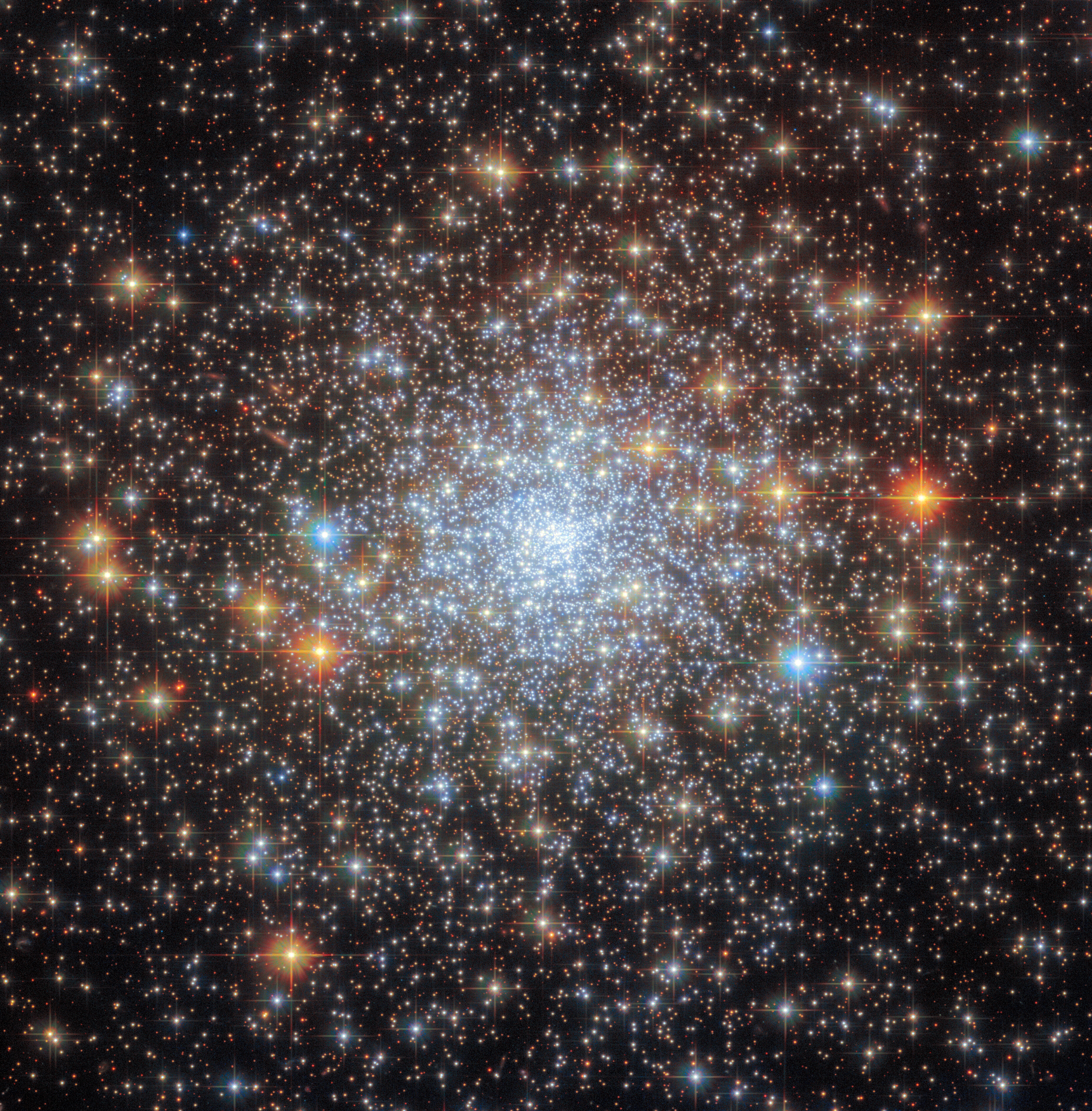
NGC 6652. Imagen tomada por el telescopio Hubble

NGC 6652 es un cúmulo globular en la constelación de Sagitario, 1º al sur del cúmulo globular M69. Se encuentra cerca del centro galáctico, escasamente a 3000 años luz, y es considerado un cúmulo de halo antiguo, con una edad en torno a 11.700 millones de años.
Contiene la Binaria de rayos X de baja masa (LMXB) de nombre X1832-330, una de las doce fuentes de rayos X más brillantes encontradas en cúmulos globulares.
NGC 6652 fue descubierto por James Dunlop en 1826.